# 長谷川奈央
長谷川 奈央（はせがわ なお、1992年7月4日 - ）は、日本の女優、モデル。愛知県出身。幸福の科学母体のニュースター・プロダクション所属。

## 経歴
1992年7月4日、愛知県で生まれる。愛知県の公立小学・中学・高校を卒業。高校時代に、ヒップホップダンスで全国高等学校ダンスドリル選手権大会の東海大会地区に出場し、地域優勝の経験がある。
かつて、「里璃（さとり）」という芸名で活動していた。

## 出演

### テレビドラマ
- 美人の多い料理店（2013年、NHK）
- おかしな刑事（2013年、テレビ朝日系）
- 六學人狼部（2016年、TOKYO MX2）
- 土曜時代劇「忠臣蔵の恋 〜四十八人目の忠臣〜」第16話〜第20話（2017年、NHK）女中 役
- 土曜時代ドラマ「ぬけまいる ～ 女三人伊勢参り」第6話（2018年、NHK）町娘 役
- BS時代劇「剣樹抄〜光圀公と俺〜」第2話（2021年11月、BSプレミアム）湯女 役

### 映画
- イヤリング（2012年、監督：榎本敏郎）
- 天使に“アイム・ファイン”（2016年3月、日活）- 市橋あすか 役
- 君のまなざし（2017年5月、日活）- 池田菜々子 役
- 明日のきみへ 〜幸せのスケジュールより〜（2018年3月、スターズウェイ）- 安城玲奈 役
- さらば青春、されど青春。(2018年5月、日活) - 南理沙 役
- 世界から希望が消えたなら。（2019年10月、日活）- 看護師 白川美華 役
- 心霊喫茶「エクストラ」の秘密-The Real Exorcist-（2020年5月、日活）- 夢子 役
- 夜明けを信じて。（2020年10月、日活）- 水瀬千晶 役[2]
- 美しき誘惑-現代の「画皮」-（2021年5月14日、日活）- 主演・山本舞子 役
- レット・イット・ビー 〜怖いものは、やはり怖い〜（2023年5月12日、日活）- 青山千聖 役

### 声優
- UFO学園の秘密（2015年、今掛勇監督、日活）- 保子先生 役

### 舞台
- 笑劇SUMMER（2012年、W-speak）
- 最初の晩餐（2012年、グラスタ×井坂聡監督）
- ザ！ガールズトーク？！（2012年9月、グラ☆スタ！×井坂聡監督プロジェクト）
- ミオとジュリとエット・・・（2012年10月、ゴブレイプロジェクト）
- ハッピーエンド（2013年、劇団Windays）
- キングリア（2013年、コブレイプロジェクト）
- ティーガーデンで逢いましょう（2013年、NO-Style-Garden）
- カンキン（2013年、W-speak）
- 君死にたまふことなかれ（2013年、エアースタジオ）
- 楢山異邦人（2013年、ゴブレイプロジェクト）
- まいっちんぐマチコ先生2（2013年、ゴブレイプロジェクト）
- すべりだいん（2013年、フリー・エス）
- 2番目の女たち（2013年、崖っぷちウォリアーズ）
- パン屑の道しるべ（2014年、フリー・エス）
- 同居人（2014年、裏長屋マンションズ本公演）
- やめらんねえ（2014年、TEAM BUZZ）
- 大真夏の夜の夢の浪漫（2014年、愛。ちょい）
- けんかとにおい（2014年／劇団ジュークスペース）
- Rin-Rin-Rin（2014年、アリスインプロジェクト）
- BIG TIME シリーズ ～せつなに熱いこの想いを乗せて～（2014年）
- 〜FATE〜（2014年11月／シアタープロジェクト☆アポロ）
- Bye-Byeレストラン（2014年12月、TEAM BUZZ）ヒロイン 役
- あいまいな空間（2015年1月、フリー・エス）
- 8・12 〜白球〜（2015年6月、裏長屋マンションズ本公演）ヒロイン役
- 恋唄（2015年9月、NO-Style-Garden ノスタルジア）
- Juliet（2016年4月、エアースタジオ）
- 俺と劉備様と関羽兄貴と（2017年3月、劇団新星）メインキャスト 劉備役
- MOTHER マザー 〜特攻の母 鳥濱トメ物語〜（2017年10月、エアースタジオ）川谷綾子 役
- 僕は魔法が使えない?（2018年2月、劇団新星）主役 カノン 役

### モデル
- 月刊ファッション誌「Soup.」（スープ）写真掲載（2015年 11月号）

### CM
- オーラツー （2015 年、サンスター） WebCM
- 東京都墨田区広報CM（2016年）
- オイコスヨーグルト（2016年、ダノンジャパン）WebCM
- ドレープコレクション（2017年、ユニクロ）
- ＆Bull Dogのある風景 GeneretionⅠ（2018年1月、ブルドックソース)[3]
- フレッシャーズ応援フェア～無敵スーツ編～（2018年、ORIHIKA）
- 富士フイルム アスタリフト （2018年、富士フイルム）
- ブルドックソース 新ブランド（2019年、ブルドックソース）

### 雑誌
- 「SOUP」写真掲載（2015年 11月号）
- グラビア＆インタビュー『Are You Happy？（アーユーハッピー）』2017年4月号（2017年2月28日発売）P75～、舞台「俺と劉備様と関羽兄貴と」劉備役、「殺陣と心を磨いて演じます」
- 表紙写真、グラビア＆インタビュー、女性雑誌『Are You Happy?（アーユーハッピー）』2017年7月号（2017年5月30日発売）[4]
- Culture Interview『Are You Happy?（アーユーハッピー）』2018年3月号（2018年1月30日発売）P71～、舞台「僕は魔法が使えない?」出演[5]

### ラジオ
- 「地球を包む愛」（2021年2月、ラジオ大阪・ラジオかなざわ）ナビゲーター

### その他
- ネット生番組「里璃 STORY」MC （2012年 - 2013年）
- 呪！闇のまとめサイト〜リア充撲滅スレ〜『ルームシェア』（2013年6月DVDレンタルリリース）
- ドコモ Editeur（エディトゥール） スーパーカーレポート イタリアロケ（2015年）Web記事掲載[6]
- 行列のできる法律相談所（2016年／日本テレビ系列）再現 VTR
- 三井ホーム　カタログモデル（2018年、三井ホーム）
- 六學人狼部（2016年、TOKYO MX2） MC
- イブ6プラス（2021年5月、とちぎテレビ）
- BS12トゥエルビ「大介・舞の歌いろ人生」（2021年5月、BS12）

## ディスコグラフィー
- Selfish Love / 法力（映画『美しき誘惑-現代の「画皮」-』イメージソング）「Selfish Love」を担当 （2021年2月）

レーベル：発刊元 ニュースター・プロダクション
型番：C 519
発売日：2021年3月2日
EAN 4582316051816、JAN 4582316051816、ASIN B08T77394R

## 受賞・栄誉
- 美しき誘惑-現代の「画皮」-（2021年、日活）主演・山本舞子 役にて

ヒューストン国際映画祭2021 アジア最優秀女優部門 ゴールド賞
スウェーデン映画賞2021 2月度 最優秀長編映画主演女優賞
インド世界映画祭2021 最優秀主演女優賞
アメリカン・ゴールデン・ピクチャー国際映画祭2021 3月度 主演女優部門 名誉賞
オニロス映画賞2021 3月度 最優秀女優賞
ニューヨーク映画賞2021 3月度 最優秀女優賞
ハリウッド・ゴールド賞2021 3月度 女優部門 金賞
コルカタ国際カルト映画祭2021 女優部門 審査員特別賞
ドゥルック国際映画祭2021 最優秀女優賞
ワールド・シネマ・カーニバル2021 女優部門 特別功績賞
サウス映画芸術祭2021 長編部門 最優秀主演女優賞